# Lumbrineris debilis
Lumbrineris debilis är en ringmaskart som beskrevs av Grube 1878. Lumbrineris debilis ingår i släktet Lumbrineris och familjen Lumbrineridae. Inga underarter finns listade i Catalogue of Life.